# 澳門巴士701XS路線
澳門巴士701XS路線是由澳巴及新福利聯營，往返澳門大學和橫琴澳方口岸的巴士路線。

## 背景
- 自澳門大學連接橫琴口岸通道橋在2023年9月26日通車後，701X路線正式延長行程至澳大校區，但僅設「澳門大學總站」一站，惟該站距離澳大校區其他建築如宿舍、圖書館、教學樓、商場較遠，師生需要通過轉乘總站內其他路線前往澳大校區內其他建築。多名澳門立法會議員分別提出書面質詢，反映橫琴口岸、離島醫院、鏡湖護校等地點巴士班次少，路線覆蓋範圍亦不足，被指明顯忽略大量在高等院校上班上學的師生，不便居於橫琴的在澳讀書或工作人士，導致高峰時段橫琴口岸人滿為患，建議政府同巴士公司協調延長路線至澳大校區內其他建築及範圍，並加開相關班次。[1][2] 交通事務局回覆有關質詢時表示，回覆稱配合二期交通平台及澳門大學連接橫琴口岸通道橋啓用，經檢視公共巴士服務及綜合過往乘客反映的意見，擴大701X路線服務範圍，局方正檢視相關調整成效，並與澳門大學保持溝通收集意見，以滿足澳大師生往返橫琴口岸的需求。[3]

- 橫琴口岸作為連接珠澳兩地的第二個口岸，自澳方口岸區啟用以來，交通配套仍然存在不足，例如與青茂口岸或關閘不同的是沒有大型停車場配套設施，加上輕軌橫琴線最快在2024年12月通車；各路線的走線被批評時間長和“兜路”情況嚴重；何況是澳門大學師生或路環居民需通過“轉乘”方式往返主要目前地。[4]

- 自2024年9月新學年開學後，多名離島社諮委、澳門立法會議員、澳門大學學生會代表以及多份報章社評先後繼續在各方面猛烈抨擊、批評交通事務局沒有改善橫琴口岸澳方口岸區的交通配套及巴士服務問題，繼續無視學生代表或社會人士的建議。包括將701X路線延長至澳大校區內其他建築，另建議將以澳門大學總站為總站的部分巴士路線（如71、72及73路線）延多一站至橫琴澳方口岸開出或途經該站。[5][6]

## 歷史
- 2024年8月，配合澳門大學開課，於澳門大學上課日早上尖峰時段開設701X路線特班車，由橫琴澳方口岸前往澳門大學總站。[7]

- 2024年10月21日，上述安排改於澳門大學上課日的傍晚尖峰時段服務，並正式命名為701XS。[8][9]

## 本線特色
- 本線與701X路線同為澳門目前最大編號的路線。

- 首條全程行走於橫琴島澳門管轄區內（澳大、橫琴口岸澳門口岸管轄區）的路線。

- 本線為2011年新巴士服務後首條非臨時性質，且兩巴聯營的特班車路線。

- 全澳行駛里程最短的路線（打破31T路線，僅次於澳大舊校園免費接駁巴士）。

- 為區別兩巴營運，且路線編號只以最多4個數字及字母組成，因此本線在新福利營運期間，其電子收費系統中定編為Z701。而在澳巴營運期間則定編為701Z。[10]

## 營運日期
| 年份                                 | 1月 | 2月 | 3月 | 4月 | 5月 | 6月 | 7月  | 8月  | 9月 | 10月 | 11月 | 12月 |
| ------------------------------------ | --- | --- | --- | --- | --- | --- | ---- | ---- | --- | ---- | ---- | ---- |
| 2024                                 |     |     |     |     |     |     |      |      |     |      |      |      |
| 2025                                 |     |     |     |     |     |     | 停駛 | 停駛 |     |      |      |      |
| 註釋                                 |     |     |     |     |     |     |      |      |     |      |      |      |
| - 橙色標示為澳巴；而黃色標示為新福利 |     |     |     |     |     |     |      |      |     |      |      |      |

## 使用車輛

### 澳巴

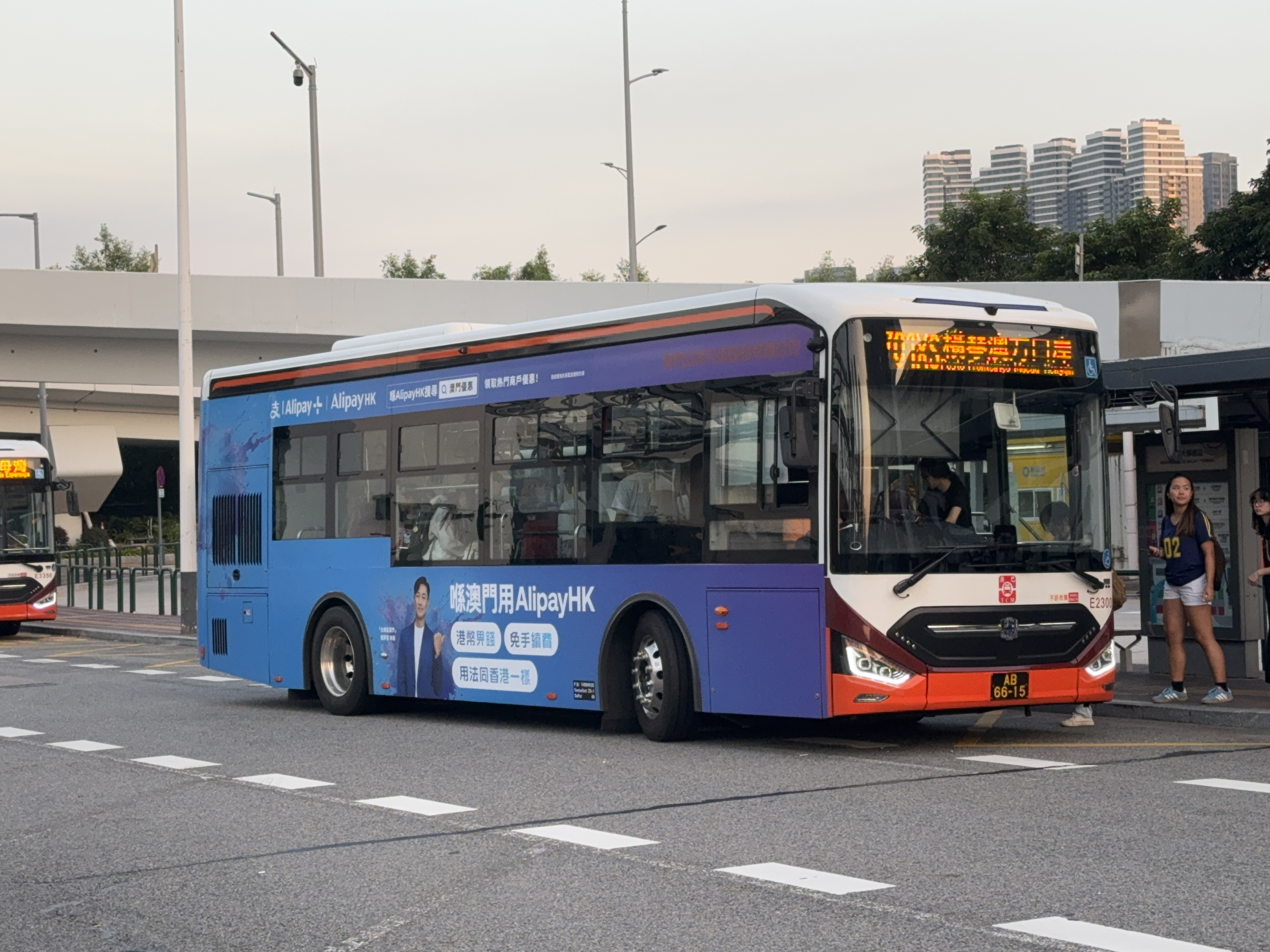
中通LCK6113SHEVG
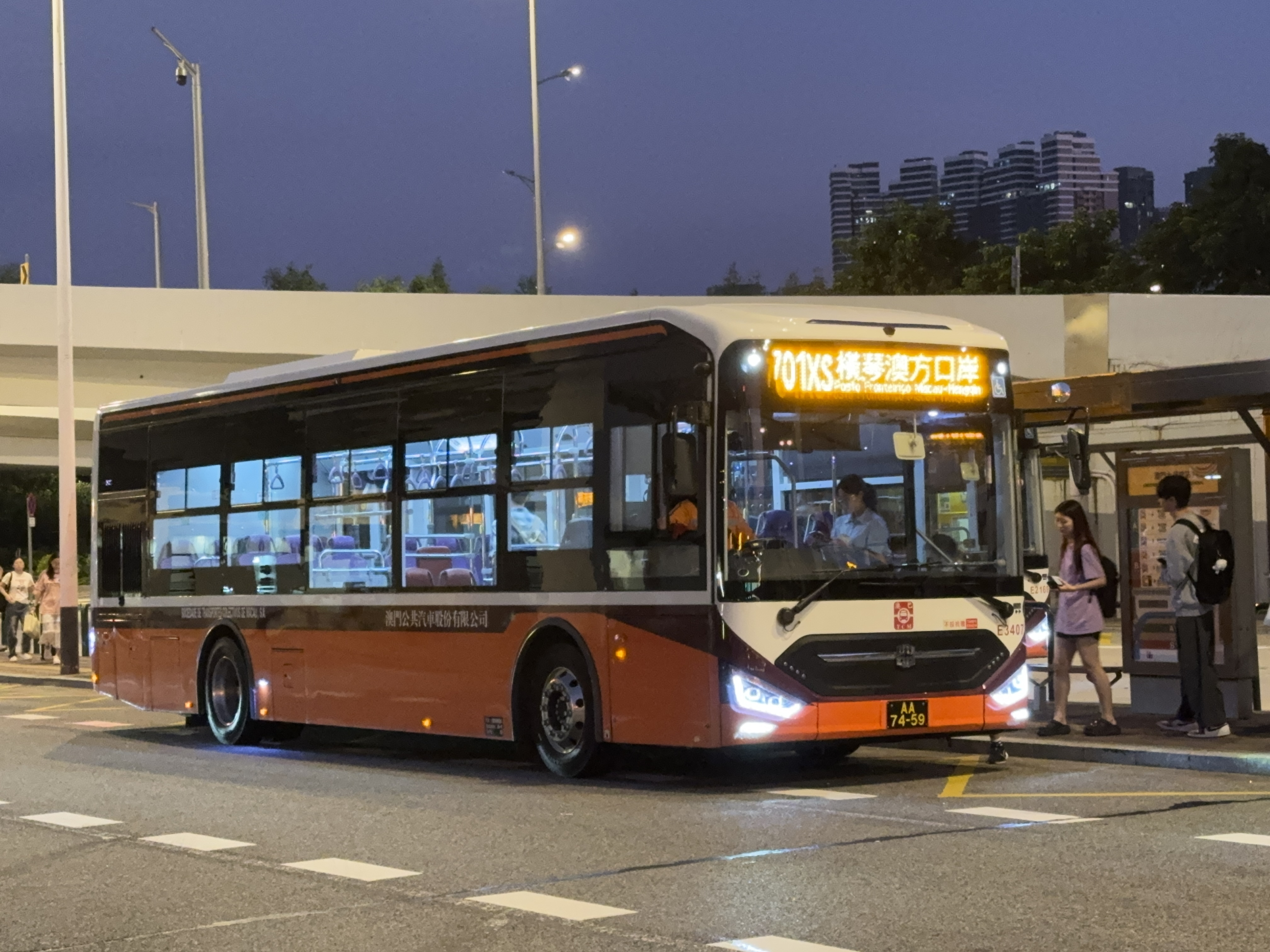
中通LCK6113SHEVG

### 新福利

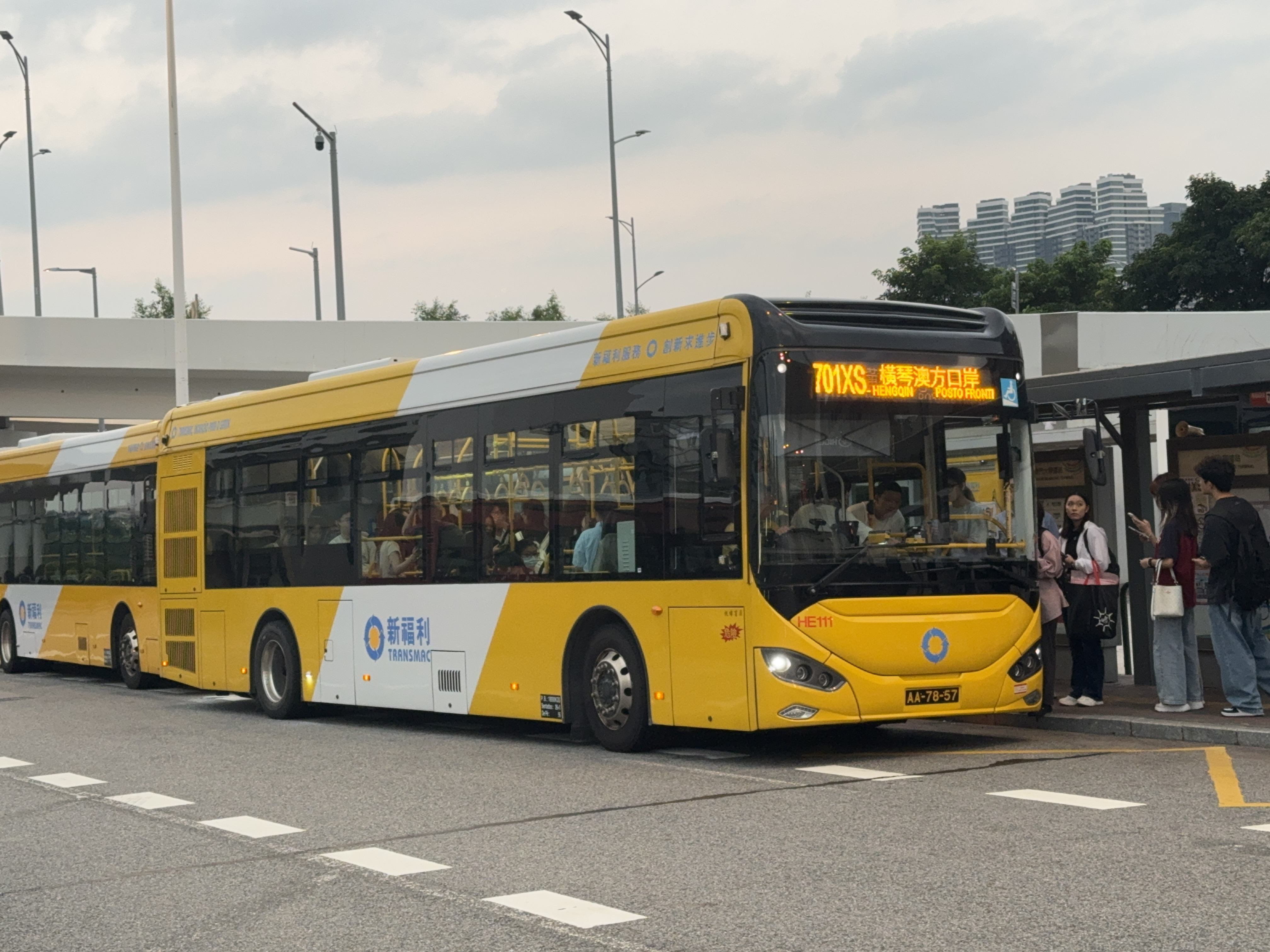
蘇州金龍KLQ6116GHEV2

## 電牌
| 往橫琴口岸方向 | 往橫琴口岸方向 | 往橫琴口岸方向 | 往橫琴口岸方向 |
| 日期           | 頭牌           | 圖例           | 圖例           |
| 日期           | 頭牌           | 澳巴           | 新福利         |
| -------------- | -------------- | -------------- | -------------- |
| 開線至今       | 橫琴澳方口岸   |                |                |
| 往澳大方向     |                |                |                |
| 日期           | 頭牌           | 圖例           | 圖例           |
| 日期           | 頭牌           | 澳巴           | 新福利         |
| 開線至今       | 澳門大學       |                |                |

## 路線資料

### 收費
| 收費類別     | 收費類別                      | 收費類別             | 費用 |
| ------------ | ----------------------------- | -------------------- | ---- |
| 現金         | 現金                          | 現金                 | $6.0 |
| 境外支付工具 | 支付寶（內地及香港）          | 支付寶（內地及香港） | $6.0 |
| 境外支付工具 | 雲閃付 非綁定澳門銀聯卡       |                      | $6.0 |
| 境外支付工具 | 微信支付（內地及香港）        |                      | $6.0 |
| 境外支付工具 | 交通聯合 非澳門發行的全國通卡 |                      | $6.0 |
| 境內支付工具 | 澳門通                        | 全民卡               | $4.0 |
| 境內支付工具 | 澳門通                        | 學生卡               | $2.0 |
| 境內支付工具 | 澳門通                        | 長者卡               | 免費 |
| 境內支付工具 | 澳門通                        | 殘疾卡               | 免費 |
| 境內支付工具 | 聚易用＋                      | 聚易用＋             | $4.0 |

### 服務時間及班距
| 服務時間                      | 服務時間     | 星期一至五  | 例假日 （含公眾假期及澳門大學休課日） |
| ----------------------------- | ------------ | ----------- | ------------------------------------- |
| 澳門大學總站                  | 澳門大學總站 | 18:00-19:30 | 停駛                                  |
| 班距                          | 班距         | 15-20分鐘   | 停駛                                  |
| 懸掛8號風球後30分鐘開出尾班車 |              |             |                                       |

### 路線停站
| 701XS | 澳門大學 ↺ 橫琴澳方口岸 | 澳門大學 ↺ 橫琴澳方口岸 | 澳門大學 ↺ 橫琴澳方口岸 |
| 序號  | 循環線                  | 循環線                  | 循環線                  |
| 序號  | 站號                    | 站名                    | 輕軌站／出入境口岸      |
| 1     | T550/3                  | 澳門大學總站            |                         |
| 2     | T560/7                  | 橫琴澳方口岸            | 橫琴站 橫琴口岸         |
| 3     | T550/3                  | 澳門大學總站            |                         |

## 圖片集

### 澳巴
- 中通LCK6980SHEVG
- 中通LCK6113SHEVG

### 新福利
- 蘇州金龍KLQ6116GHEV2

## 運作情況
- 在正式營運的首周（2024年10月21日至25日），負責營運的新福利表示，本線有效疏導澳門大學師生往返橫琴口岸的需求，其中在2024年10月25日當天本線原計劃首班車安排於18:00開出，但考慮到候車乘客增加，故提早15-20分鐘開出首班車，本線車輛為滿載開出，並認為疏導成效顯著。[11]

- 2024年10月26日，有多位就讀澳門大學學生受訪時表示，本線開設雖然能疏導客流，但未能直達往返澳大校區內其他站點仍感到不便，加上服務時間較短，認為應延長本線服務時間及增加班次。有交通諮詢委員會委員指出，隨著通勤人士或旅客使用橫琴口岸通關，導致往返相關口岸交通需求增加，故建議增加往返相關口岸的路線和班次外，另建議本線增加上午服務時間以方便澳門大學師生往返橫琴口岸通勤或出行。[12]

- 2024年11月13日，有事主反映，由於澳門大學的特殊地理位置，出行大多以巴士為主，但校園內的環校巴士並未與校外的巴士連接，這使得學生不得不都前往體育館或者是消防站乘坐巴士，還有71、73路線的晚高峰的困難，使得很多學生上不了車，緊接著是本線的供不應求，雖然了解到有相關的措施，但由於需求甚多相關問題依舊存在。澳巴表示會積極聽取及收集各方面有關路線的意見，持續留意相關路線的需求情況，適時研究調整班次頻率和服務時間的可行性，適時提交予有關當局考慮及審批，為大眾提供更便捷的出行服務。另一方面，澳巴會密切監察相關路線的運作及各時段的乘車需求，並按實際運作情況作合理調度，以滿足乘客出行需求。[13]

## 外部連結
- 澳門新福利公共汽車有限公司（官方網站） （页面存档备份，存于）
- 澳門公共汽車股份有限公司（官方網站） （页面存档备份，存于）